# Castello Galluppi

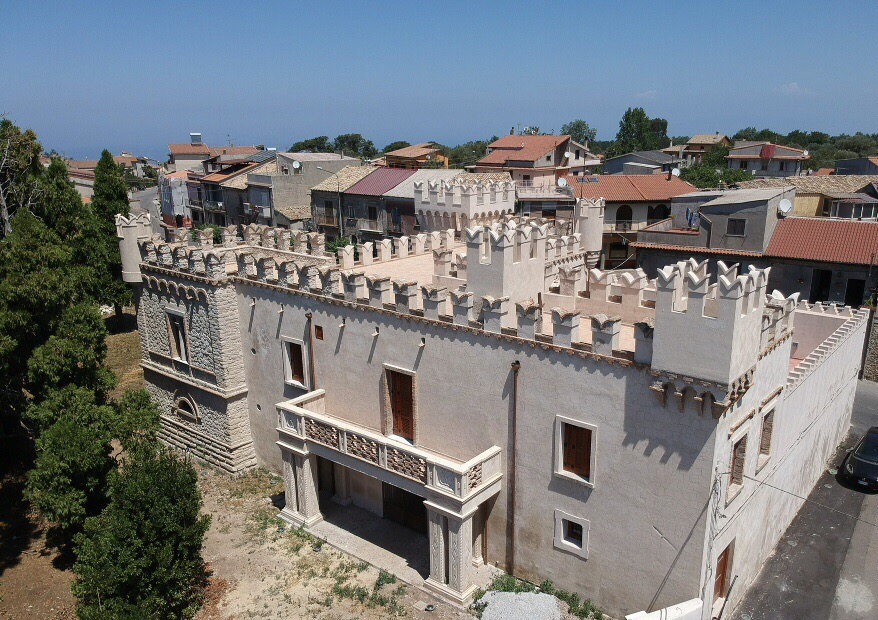
Castello Galluppi in Carìa

Das Castello Galluppi, auch Castello Galluppi-Toraldo, ist ein Landhaus aus dem 18. Jahrhundert in Carìa, einem Ortsteil von Drapia in der italienischen Region Kalabrien. Es liegt in der Via Regina Elena.

## Geschichte
Anfang des 19. Jahrhunderts ließ der Philosoph Pasquale Galluppi aus Tropea das Haus auf den Fundamenten eines Hauses aus dem 18. Jahrhundert als Sommerresidenz erbauen. Im Jahre 1920 wurde das Gebäude mit Zinnen versehen, die ihm das Aussehen einer mittelalterlichen Burg verliehen.
Nach dem Tod des Philosophen gehörte das Haus weiterhin seiner Familie, bis es an die Familie Toraldo verkauft wurde, der es bis vor Kurzem noch gehörte.
Am 4. November 1923 war dort Monsignore Giuseppe Roncalli, der nachmalige Papst Johannes XXIII., zu Gast und nahm mit dem Markgrafen Toraldo und dem Erzpriester von Carìa, Don Antonio Pugliese, sowie dem Ökonomen Don Francesco Pugliese, im Garten sein Mittagessen ein. Eine Tafel an der Fassade des Castello Galluppi erinnert an diesen historischen Besuch.
Leider verfiel das Gebäude zunehmend; einstürzende Zinnen gefährdeten den Verkehr, der an dem Landhaus vorbeifließt. Nach einem 30 Jahre langen Rechtsstreit gelang es der Gemeinde Drapia 2009, das historische Haus zu enteignen und anschließend zu restaurieren.
Im Februar 2023 wurde in dem Landhaus ein Zentrum eröffnet, in dem Kinder und Jugendliche an philosophische Ideen herangeführt werden sollen. So sollen ihnen der Namensgeber Galluppi, aber auch die bekannten altgriechischen Philosophen Sokrates und Plato nahegebracht werden. Aus dem Versammlungssaal soll eine Bibliothek werden, die Studenten, aber auch den Einwohnern von Carìa, täglich von 8.00 Uhr bis 12.00 Uhr und von 15.00 Uhr bis 18.00 Uhr zur Verfügung steht.

## Beschreibung
Das zweistöckige Haus mit unregelmäßigem Grundriss erinnert nicht nur wegen der später angebrachten Zinnen, sondern auch wegen seiner neugotischen Spitzbogen-Doppelfenster und wegen seines hervorragenden Balkons mit Balustrade und vorhangförmigen Mauern an eine Burg. Erwähnenswert ist auch der umgebende Garten mit seinen hundertjährigen Bäumen.